# Roberto Miranda (Musiker)
Roberto Miguel Miranda (* um 1950 in New York City) ist ein US-amerikanischer Jazzmusiker (Kontrabass, Komposition).

## Leben und Wirken
Miranda, dessen Vater professioneller Musiker und Orchesterleiter war, spielte zunächst Congas, bevor er zum Bass wechselte. Die Familie zog 1952 nach Los Angeles. Als Jugendlicher war er zunächst in Jugendbanden engagiert, bevor er sich der Musik zuwendete. Ab 1965 war er Mitglied der Underground Musicians Organization, der dann auch David Murray und James Newton angehörten. Er hatte dann Unterricht bei Ray Brown und Red Mitchell sowie bei den klassischen Musikern Dennis Trembly und Fred Tinseley. Er arbeitete ab den frühen 1970er Jahren in der kalifornischen Jazzszene; erste Aufnahmen entstanden 1972 mit Charles Lloyd (Waves, A&M). 1976 schrieb er ein Werk für das Compton Symphony Orchestra. 1979 absolvierte er seinen Bachelor an der California State University, 1986 folgte der Master an der University of Southern California.
Miranda komponierte für das Pan Afrikan Peoples Arkestra (zwei Stücke sind auf dem Album Flight 17 von 1978) und für Adele Sebastians Album Desert Fairy Princess (1981). In den folgenden Jahren spielte er im Pan Afrikan Peoples Arkestra, in Gruppen von Horace Tapscott sowie u. a. im Bobby Bradford/John Carter Quintet und in den Ensembles von Vinny Golia, Tim Berne und Julius Hemphill. Im Laufe seiner Karriere trat er außerdem mit Cecil Taylor und Bobby Hutcherson auf. Des Weiteren spielte er ab den 1980er Jahren auch mit Michele Rosewoman, John Rapson, Glenn Horiuchi, James Newton und den Formationen The Gathering und Albuzerxque (mit Bobby Bradford, Michael Vlatkovich, Chuck Manning, William Jeffrey).
1980 nahm Miranda unter eigenem Namen das Bigbandalbum Raphael (Introducing Virgilio Figueroa) für das Label Nimbus auf, an dem Musiker wie Vinny Golia, Wayne Peet, Nels und Alex Cline beteiligt waren. In den folgenden Jahren legte er mit seinem Roberto Miranda Ensemble und Roberto Miranda’s Home Music Ensemble mehrere Alben vor. Im Bereich des Jazz war er laut Tom Lord zwischen 1972 und 2017 an 64 Aufnahmesessions beteiligt.
Miranda unterrichtet als Adjunct Professor an der Herb Alpert School of Music.

## Diskographische Hinweise
- The Creator’s Musician (Nimbus, 1981) solo
- Horace Tapscott: Live at Lobero (1982)
- Roberto Miranda Ensemble: With Groanings Too Deep for Words (Miguel 2002), mit Bobby Bradford, Charles Owens, Billy Childs, Kenny Burrell, Don Littleton, Billy Higgins
- Bobby Bradford, Hafez Modirzadeh mit Roberto Miranda/Vijay Anderson: Live at the Blue Whale (NoBusiness, 2017)
- Roberto Miranda’s Home Music Ensemble with Bobby Bradford, John Carter, James Newton, Horace Tapscott: Live at Bing Theatre, Los Angeles, 1985 (Dark Tree, ed. 2021)[4]
- Bobby Bradford & John Carter: No U Turn: Live in Pasadena, 1975 (ed. 2022)